# Toronto FC
Toronto FC este o echipă de fotbal din Canada, care evoluează în Major League Soccer.
În 2005, grupul Maple Leaf Sports & Entertainment a obținut crearea unei francize în Toronto. În 2007, Toronto FC a fost a paisprezecea franciză care a luat parte la MLS și prima cu sediul în Canada. Este primul club non-american care a jucat într-o finală MLS în 2016 și care a câștigat competiția în 2017.
Pe lângă aceste participări în MLS, Toronto FC concurează în campionatul canadian, pe care l-a câștigat din 2009 până în 2012, apoi din 2016 până în 2018. Cea mai de succes performanță a sa într-o competiție internațională este calificarea în finala Ligii Campionilor CONCACAF în sezonul 2017–18.
În 2014 și 2015, clubul a investit masiv pentru a atrage trei jucători renumiți din Europa: americanii Michael Bradley și Jozy Altidore, apoi atacantul internațional italian de la Juventus FC Sebastian Giovinco. Cu un contract pe patru ani și un salariu de 6 milioane de euro pentru fiecare sezon, Giovinco a fost al doilea cel mai bine plătit jucător din campionatul nord-american, după brazilianul Kaka. El a terminat cel mai bun marcator în campionat în primul său sezon.
În 2016, clubul a câștigat MLS Eastern Conference împotriva Montreal Impact, după ce terminase pe locul 2 în sezonul regulat, dar a pierdut în finala campionatului împotriva Seattle Sounders FC, la lovituri de departajare. În sezonul următor, Toronto a câștigat sezonul regulat (MLS Supporters' Shield) și a întâlnit din nou pe Seattle în finala MLS. De data aceasta canadienii au câștigat (2-0). La începutul anului 2018, Toronto a ajuns în finala Ligii Campionilor CONCACAF, dar a pierdut în fața mexicanilor de la CD Guadalajara la lovituri de departajare. Sezonul următor a fost foarte dezamăgitor și Giovinco a părăsit clubul la sfârșitul anului.
În 2019, Toronto a câștigat din nou finala Conferinței de Est împotriva campioanei en-titre Atlanta United. A înfruntat din nou pe Seattle în finală și a pierdut pentru a doua oară în patru ani.